# Sechium panamense
Sechium panamense là một loài thực vật có hoa trong họ Cucurbitaceae.

## Lịch sử phân loại
Loài này được Richard P. Wunderlin miêu tả khoa học đầu tiên năm 1977 dưới danh pháp Frantzia panamensis. Năm 1978, Charles Jeffrey đề xuất mở rộng chi Sechium để gộp các loài của các chi Frantzia / Polakowskia (= Frantzia sect. Polakowskia), nhưng không đề cập tới loài này. Năm 1986, Newstrom L. E. xếp nó trong tổ Frantzia của chi Sechium, nhưng không tái tổ hợp tên gọi theo tên chi được chuyển sang. Tới năm 1992 thì Rafael Lira Saade và Fernando Chiang mới chuyển F. panamensis thành Sechium panamense.
Nghiên cứu di truyền phân tử của Sebastian et al. (2012) cho thấy Sechium nghĩa rộng là đa ngành, với các loài ban đầu được xếp trong các chi Frantzia và Polakowskia dường như không có quan hệ họ hàng gần với phần còn lại của Sechium nghĩa rộng cũng như với Sicyos; cụ thể thì 6 loài từng được liệt kê trong Frantzia tạo thành một nhánh có quan hệ họ hàng gần với Echinopepon spp.; và chúng chỉ có quan hệ họ hàng xa với Sicyos cũng như Sechium nghĩa hẹp.
Do loài điển hình của Sechium là Sechium edule lồng trong Sicyos nên việc hợp nhất Sechium nghĩa hẹp với Sicyos sẽ làm cho Sechium chỉ được coi là đồng nghĩa muộn của Sicyos, nhưng điều này cũng làm cho việc phục hồi chi Frantzia trở thành có cơ sở và có ý nghĩa. Tuy nhiên, tới thời điểm năm 2024 thì World Flora Online ghi nhận Frantzia panamensis và Sechium panamense như là các đơn vị phân loại không được đặt vào đâu; còn The Plants of the World Online thì ghi nhận Frantzia panamensis như là từ đồng nghĩa của Sechium panamense và nó không được đặt vào đâu.

## Từ nguyên
Tính từ định danh panamensis / panamense là chỉ địa danh Panama. 

## Phân bố
Loài đặc hữu Panamá. Dường như chỉ được tìm thấy ở khu vực lấy mẫu điển hình, ở cao độ 1.800-3.000 m tại Bajo Chorro, huyện Boquete, tỉnh Chiriquí, miền tây Panama.